# Morgantown, Zapadna Virginia
Morgantown je grad američkoj saveznoj državi Zapadnoj Virginiji. Grad upravo pripada okrugu Monongalia.

## Zemljopis
Morgantown se nalazi na obali rijeke Monongahela, najveći je grad u sjevernom centralnom dijelu Zapadne Virginije.
Grad se nalazi 121 km južno od Pittsburgh, 335 km zapadno od Washingtona 328 km istočno od Columbusa i 251 km sjeveroistočno od Charlestona. 
Grad ima ukupnu površinu od 26.2 km ², od kojih je 25.4 km ² kopneno područje i 0,8 km ² vodeno područje što je 3,16% od ukupne površine.

## Stanovništvo
Prema popisu stanovništva iz 2000. godine grad je imao 26.809 stanovnika,  
, 10.782 domaćinstava i 4.183 obitelji. Prosječna gustoća naseljenosti je 1.056 stan./km²
Prema rasnoj podjeli u gradu živi najviše bijelaca 89,48%, afroamerikanaca ima 4,15%, azijata 4.15%, indijanaca 0,17%, pacifičke rase 0,05%, izjašnjeni kao dvije ili više rasa 1,48%, ostali 0,51%. Od ukupnoga broja stanovnika njih 1,54% stanovništva su latinoamerikanci ili hispanjolci.

## Gradovi prijatelji
- Guanajuato, Meksiko

## Vanjske poveznice
Službena stranica grada